# جوش مكديرميت
جوش مكديرميت بل انقليزي{ Josh McDermit}هو ممثل أمريكي ولد في 4 يونيو 1978 العمر . ٤٥. شارك في افلام عالميه مثل الموتى السائرون بــ لنقليزي { The Walking Dead} وغيرها من المشاركات

## وصلات خارجية
- جوش مكديرميت على موقع IMDb (الإنجليزية)
- جوش مكديرميت على موقع ألو سيني (الفرنسية)
- جوش مكديرميت على موقع قاعدة بيانات الفيلم (الإنجليزية)